# Exhortation apostolique
Une exhortation apostolique est une recommandation adressée par le pape de l'Église catholique aux fidèles. C'est un texte voisin de l'encyclique, par son esprit et ses destinataires. À la différence de celle-ci, l'exhortation plaide toujours pour inciter à s'engager dans telle ou telle activité, ou pour prendre une voie particulière.
L'exhortation apostolique est qualifiée d'exhortation apostolique post-synodale quand elle est publiée à la suite d'un synode épiscopal réunissant les évêques des différentes parties du monde. Dans ce cas, l'exhortation apostolique traduit la conclusion du pape sur le thème du synode et la vision commune qui s'en est dégagée.
S'ils n'ont pas la valeur juridique d'une encyclique, ces actes pontificaux sont rendus publics sur une base régulière.
Parmi ces exhortations, on peut mentionner :
- Evangelii nuntiandi de Paul VI en 1975 sur l'évangélisation dans le monde moderne
- Evangelii gaudium du pape François en 2013, sur la joie que procure l'Évangile, véritable programme de son pontificat.
- Amoris laetitia du pape François en 2016, sur l'amour dans la famille.